# Érismature des Andes
Oxyura ferruginea
Espèce
Statut de conservation UICN

 LC  : Préoccupation mineure
L'Érismature des Andes (Oxyura ferruginea) est une espèce d'oiseaux appartenant à la famille des Anatidae.

## Répartition et liste des sous-espèces
Selon la classification de référence du Congrès ornithologique international (version 15.1, 2025) :
- Oxyura ferruginea ferruginea (Eyton, 1838) — du sud-ouest de la Colombie à la Terre de Feu ;
- Oxyura ferruginea andina Lehmann, 1946 — centre-nord et centre-ouest de la Colombie.